# 우사나
우사나(Ussana)는 이탈리아의 사르데냐 주 수드사르데냐도에 있는 코무네로, 칼리아리에서 북쪽으로 약 20 킬로미터 (12 mi) 떨어져 있다. 2004년 12월 31일 기준으로 인구는 3,870명이고 면적은 32.8 제곱킬로미터 (12.7 mi2)이다.
우사나는 다음 코무네와 접한다: 도노리, 모나스티르, 누라미니스, 사마차이, 세르디아나.